# Robbie Nevil
Robert S. „Robbie“ Nevil (* 2. Oktober 1958 in Los Angeles, Kalifornien) ist ein US-amerikanischer Popsänger, Songschreiber, Produzent und Gitarrist.

## Karriere
Nevils Karriere begann im Herbst 1986 mit seinem nach ihm selbst benannten Debütalbum. Vor allem die zeitgleich erschienene Single „C’est La Vie“ brachte ihm großen Erfolg ein. Bis zum Jahre 1991 brachte er drei Soloalben heraus, die von Alex Sadkin und Phil Thornally in England produziert wurden. Nebenbei war er als Songschreiber für andere Projekte mitverantwortlich.
In den letzten Jahren schrieb und produzierte er für andere Künstler. Darunter waren zum Beispiel die High-School-Musical-Soundtracks „The Start of Something New“, „We’re All in This Together“ und „I Can’t Take My Eyes off of You“. Auch schrieb er an Vanitys Hitsingle „Under the Influence“ und dem Titelsong zu Hannah Montana mit. Außerdem wirkte er bei der Gruppe The Cheetah Girls mit.

## Diskografie

### Studioalben
| Jahr | Titel             | Höchstplatzierung, Gesamtwochen, AuszeichnungChartplatzierungen (Jahr, Titel, Platzierungen, Wochen, Auszeichnungen, Anmerkungen) | Höchstplatzierung, Gesamtwochen, AuszeichnungChartplatzierungen (Jahr, Titel, Platzierungen, Wochen, Auszeichnungen, Anmerkungen) | Höchstplatzierung, Gesamtwochen, AuszeichnungChartplatzierungen (Jahr, Titel, Platzierungen, Wochen, Auszeichnungen, Anmerkungen) | Höchstplatzierung, Gesamtwochen, AuszeichnungChartplatzierungen (Jahr, Titel, Platzierungen, Wochen, Auszeichnungen, Anmerkungen) | Höchstplatzierung, Gesamtwochen, AuszeichnungChartplatzierungen (Jahr, Titel, Platzierungen, Wochen, Auszeichnungen, Anmerkungen) | Anmerkungen                         |
| Jahr | Titel             | DE | AT | CH | UK | US | Anmerkungen                         |
| ---- | ----------------- | --- | --- | --- | --- | --- | ----------------------------------- |
| 1986 | Robbie Nevil      | DE17 (14 Wo.)DE | AT19 (6 Wo.)AT | CH8 (12 Wo.)CH | UK93 (1 Wo.)UK | US37 (46 Wo.)US | Erstveröffentlichung: November 1986 |
| 1988 | A Place Like This | — | — | — | — | US118 (21 Wo.)US | Erstveröffentlichung: November 1988 |

Weitere Veröffentlichungen
- 1991: Day 1
- 1998: The Best of
- 1999: Wot’s It To Ya: The Best Of

### Singles (Charterfolge)
| Jahr | Titel Album                         | Höchstplatzierung, Gesamtwochen, AuszeichnungChartplatzierungen (Jahr, Titel, Album, Platzierungen, Wochen, Auszeichnungen, Anmerkungen) | Höchstplatzierung, Gesamtwochen, AuszeichnungChartplatzierungen (Jahr, Titel, Album, Platzierungen, Wochen, Auszeichnungen, Anmerkungen) | Höchstplatzierung, Gesamtwochen, AuszeichnungChartplatzierungen (Jahr, Titel, Album, Platzierungen, Wochen, Auszeichnungen, Anmerkungen) | Höchstplatzierung, Gesamtwochen, AuszeichnungChartplatzierungen (Jahr, Titel, Album, Platzierungen, Wochen, Auszeichnungen, Anmerkungen) | Höchstplatzierung, Gesamtwochen, AuszeichnungChartplatzierungen (Jahr, Titel, Album, Platzierungen, Wochen, Auszeichnungen, Anmerkungen) | Anmerkungen                        |
| Jahr | Titel Album                         | DE | AT | CH | UK | US | Anmerkungen                        |
| ---- | ----------------------------------- | --- | --- | --- | --- | --- | ---------------------------------- |
| 1986 | C’est la Vie Robbie Nevil           | DE2 (14 Wo.)DE | AT4 (10 Wo.)AT | CH1 (10 Wo.)CH | UK3 (13 Wo.)UK | US2 (23 Wo.)US | Erstveröffentlichung: Oktober 1986 |
| 1987 | Dominoes Robbie Nevil               | DE27 (11 Wo.)DE | — | CH17 (4 Wo.)CH | UK26 (12 Wo.)UK | US14 (16 Wo.)US | Erstveröffentlichung: Januar 1987  |
| 1987 | Wot’s It To Ya Robbie Nevil         | DE43 (6 Wo.)DE | — | — | UK43 (8 Wo.)UK | US10 (16 Wo.)US | Erstveröffentlichung: Juni 1987    |
| 1988 | Back On Holiday A Place Like This   | DE45 (8 Wo.)DE | — | CH28 (1 Wo.)CH | — | US34 (14 Wo.)US | Erstveröffentlichung: Oktober 1988 |
| 1989 | Somebody Like You A Place Like This | — | — | — | — | US63 (11 Wo.)US | Erstveröffentlichung: Januar 1989  |
| 1991 | Just Like You Day 1                 | — | — | — | — | US25 (14 Wo.)US | Erstveröffentlichung: Juni 1991    |
| 1991 | For Your Mind Day 1                 | — | — | — | — | US86 (4 Wo.)US | Erstveröffentlichung: Oktober 1991 |